# Vena iliaca communis
Die Vena iliaca communis, ist eine paarige Vene des Unterbauchs. Sie entsteht aus dem Zusammenfluss von Vena iliaca externa und Vena iliaca interna und ist deren Verbindung mit der Vena cava inferior.

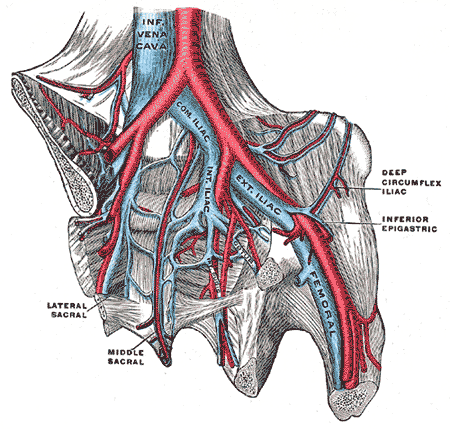
Lage der Vena iliaca communis

Die Vena iliaca communis zieht, zusammen mit der gleichnamigen Arterie, von Höhe des Iliosakralgelenkes aufwärts in Richtung der Körpermitte, wo sie zusammen mit der Vene der Gegenseite meist in Höhe des 5. Lendenwirbelkörpers die Vena cava inferior bildet.